# 電解加工
電解加工（でんかいかこう、英語: electrochemical machining、ECM）は、工具を陰（－）極、被加工物を陽（＋）極として間隙を隔ててセットし、間隙に電解液を流しながら直流電圧をかけることにより加工する、電解作用を用いた金属の加工方法である。

電解加工の原理　1.電解液循環ポンプ 2.陽極（被加工材料）3.陰極（加工ツール）全方向に移動可能 4.電流 5.電解液 6.電子 7.加工によって生ずる金属水酸化物

## 特徴
- 難切削材や通常の方法では機械加工が困難な加工箇所に複雑な輪郭や空洞を形成することができる。
- 難切削材では機械加工に比べ非常に速い速度での加工が可能。
- 被加工物に熱応力や機械応力がかからない。
- 加工表面の鏡面仕上げが可能である。
- 従来の機械加工では加工の困難な硬脆材料の加工が可能

## 歴史
- 1929年 - W. Gussefによって電解加工が開発される。
- 1959年 - 電解加工がAnocut Engineering Companyによって実用化。

## 用途
- 航空エンジン部品等のタービン羽根のような、一体成型を必要とし機械加工が困難な材質で複雑な形状と滑らかな表面を有する部品の製造。
- 自動車用部品や各種エンジン部品などバリの脱落によりシステムに不具合を起こすのを嫌う分野でのバリ取り加工。
- 半導体の製造
- MEMSの製造
- 動圧流体軸受の製造

## 応用機器
- 電解加工機
- 電解バリ取り機
- 電解マーキング機
- 電解研削盤
- 電解研磨機